# Harry Beck

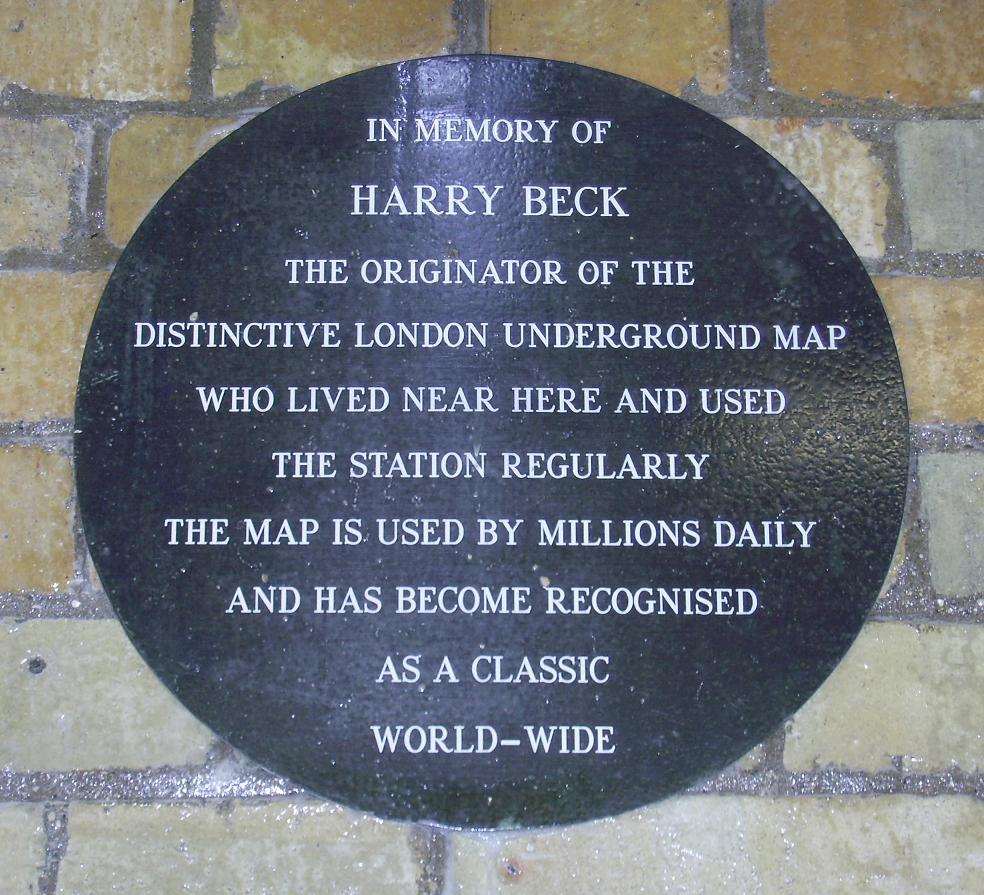
Minnesskylt vid tunnelbanestationen Finchley Central.

Harry Beck, egentligen Henry Charles Beck, född 4 juni 1902, död 18 september 1974, var en engelsk teknisk ritare. Han formgav Londons tunnelbanekarta 1931 och den stiliserade kartan med tunnelbanelinjerna ritade som raka linjer och med konstant avstånd mellan stationerna blev normgivande.

## Tunnelbanekartan
Harry Beck jobbade som teknisk ritare på Londons tunnelbana och arbetade med deras signalsystem när han på fritiden gjorde en karta som stilistiskt visade sträckningen av linjerna samt gav plats för att skriva stationerna och fokuserade på att avbilda stationernas inbördes ordning och linjernas noder.
På tidigare kartor hade tunnelbanans omgivande geografi varit lika viktig men när Londons tunnelbana på 1920-talet växt ut till förorterna och antalet stationer ökat även i centrum blev de skalenliga kartorna oöverskådliga. Harry Beck menade att passagerarna var mer intresserade av hur de skulle ta sig mellan två stationer än hur de geografiskt förhöll sig till varandra.
Inspirerad av de kartor elektriker ritade upp för att beskriva installationer i en byggnad eller signalsystem gjorde han en stiliserad karta där tunnelbanelinjerna i huvudsak ritades som räta linjer och de flesta av de fåtaliga kurvorna var vinklar om 90 eller 135 grader. Dessutom var avstånden mellan stationerna identiska. Som geografisk referens ritade Harry Beck in en stiliserad del av Themsen.
År 1933 gav Londons tunnelbana ut kartan i ett försök med en upplaga på 500 exemplar. Försöket slog väl ut och andra upplagan på 700 000 exemplar tog slut efter en månad.

## Designklassiker
År 2009 röstades kartan fram till andra pris efter flygplanet Concorde som en brittisk designklassiker. Tunnelbanekartan blev i samband med det ett frimärke som brittiska Royal Mail tog fram.